# Malmöhus läns södra valkrets
Malmöhus läns södra valkrets har varit namnet på en riksdagsvalkrets under två skilda tidsperioder.

## Valkrets 1912–1922
Malmöhus läns södra valkrets var i riksdagsvalen till andra kammaren 1911–1920 en egen valkrets med fyra mandat. Valkretsen avskaffades vid valet 1921 och uppgick i Malmöhus läns valkrets. 

### Riksdagsmän

#### 1912–första riksmötet 1914
- Hans Andersson, lmb
- Jöns Pålsson, lib s
- Edvard Lindberg, s
- Fredrik Thorsson, s

#### Andra riksmötet 1914
- Hans Andersson, lmb
- Jöns Pålsson, lib s
- Edvard Lindberg, s
- Fredrik Thorsson, s

#### 1915–1917
- Hans Andersson, lmb
- Jöns Pålsson, lib s
- Nils Sköld, s
- Fredrik Thorsson, s

#### 1918–1920
- Hans Andersson, lmb (1918)
  - Nils Månsson, lmb (14/1 1919–1920)
- Axel Pehrsson, lib s
- Per Edvin Sköld, s
- Fredrik Thorsson, s

#### 1921
- Jonny Fjellman, lmb
- Axel Pehrsson, lib s
- Per Edvin Sköld, s
- Fredrik Thorsson, s

## Valkrets 1994/95–1997/98
Malmöhus läns södra valkrets var i riksdagsvalet 1994 namnet på en nybildad valkrets i enkammarriksdagen. I valet 1998 bytte valkretsen namn till Skåne läns södra valkrets (för riksdagsledamöter, se denna artikel).